# Hessen
Hessen és un dels 16 estats (Länder) d'Alemanya, al centre del país. Ocupa una àrea d'aproximadament 21 milers de quilòmetres quadrats i té més de sis milions d'habitants, sent el cinquè estat més poblat del país. La capital és Wiesbaden, però la ciutat més gran és Frankfurt del Main, que és el principal centre financer alemany, on es troba també un dels més grans aeroports del món.

## Història
L'actual territori de Hessen estava habitat pels celtes. A Glauberg es va descobrir un centre d'aquesta cultura de la meitat del segle I aC. Després es van establir els Cats.
A l'edat mitjana Hessen va ser ocupat per francs i saxons. Des del segle xii va ser annexionat a Turíngia. Després de la guerra de successió de Turíngia (1247-64), Hessen va esdevenir un comtat independent dins del Sacre Imperi Romanogermànic. Després de la mort de Felip I de Hessen el 1567, Hessen va ser dividit entre els seus fills en quatre estats: Hessen-Kassel, Hessen-Darmstadt, Hesse-Rheinfels i Hessen-Marburg. Entre ells es van consolidar dos estats: Hessen del nord (Hessen-Kassel) i Hessen del sud (Hessen-Darmstadt).
El 1803 el príncep de Hessen-Kassel va ser nomenat príncep elector. El 1868 Hessen-Kassel va ser incorporat a Prússia, juntament amb el ducat de Nassau, formant la província de Hessen-Nassau.
Hessen-Darmstadt va ser anomenat Gran Ducat de Hessen del 1806 i manté la seva autonomia a l'Imperi Alemany. Durant la República de Weimar va tenir el nom Volksstaat Hessen (Estat Popular de Hessen).
Després de la derrota alemanya a la Segona Guerra Mundial, Hessen va ser ocupat pels Estats Units. Els territoris de la regió històrica de Hessen es van unir per formar el Land Hessen (Estat federat de Hessen) dins de la República Federal d'Alemanya. Una altra part es va integrar a l'Estat federat de Renània-Palatinat.

## Geografia

### Estats Veïns
Hessen limita amb els estats de: Baixa Saxònia al nord, Turíngia a l'est, Baviera al sud-est, Baden-Württemberg al sud, Renània-Palatinat al sud-oest i Rin del Nord-Westfàlia al nord-oest.

### Muntanyes
Hessen pertany a la regió muntanyosa anomenada Mittelgebirgsschwelle, que inclou els paisatges de Rhön, Taunus, Rothaargebirge (part de Hessen, corresponent a Sauerland), Vogelsberg, Hoher Meissner, Kellerwald, Westerwald Kaufunger Wald, Knüllgebirge, Habichtswald, Odenwald, Stolzing Gebirge,
Spessart, Schlierbachswald, Schelderwald, Seulingswald i Reinhardswald. La muntanya més alta és de Wasserkuppe (altitud de 950,2 NN) a la regió de Rhön.

### Hidrografia

#### Rius
El riu Rin és el més important de Hessen i és la frontera natural amb l'estat de Renània-Palatinat. El Neckar marca el límit amb Baden-Württemberg, mentre que els rius Werra i Weser formen la frontera oriental. Els rius més llargs són els següents:

#### Llacs
A Hessen no hi ha gaires llacs naturals, però sí que n'hi ha d'artificials, entre ells el més gran de l'estat, l'Edersee. Altres llacs importants són el Langener Waldsee, el Diemelsee, el Borkenersee i el Werratalsee.

## Divisió administrativa
Hessen és dividit en 21 districtes (entre parèntesis, les ciutats destacades de cada districte):
1. Bergstraße (Heppenheim, Bensheim)
2. Darmstadt-Dieburg (Darmstadt, Dieburg)
3. Fulda (Fulda, Eiterfeld)
4. Gießen (Gießen)
5. Groß-Gerau (Groß-Gerau, Rüsselsheim)
6. Hersfeld-Rotenburg (Bad Hersfeld)
7. Hochtaunuskreis (Bad Homburg)
8. Kassel (Kassel, Hofgeismar)
9. Lahn-Dill (Wetzlar)
10. Limburg-Weilburg (Limburg, Weilburg)
11. Main-Kinzig (Hanau)
12. Main-Taunus (Hofheim, Bad Soden)
13. Marburg-Biedenkopf (Marburg)
14. Odenwaldkreis (Erbach)
15. Offenbach (Offenbach am Main)
16. Rheingau-Taunus (Idstein)
17. Schwalm-Eder (Fritzlar, Borken)
18. Vogelsbergkreis (Alsfeld, Lauterbach)
19. Waldeck-Frankenberg (Korbach)
20. Werra-Meißner (Eschwege, Witzenhausen)
21. Wetteraukreis (Friedberg, Bad Nauheim)

Hi ha a més cinc ciutats independents, no incloses en cap districte:
| Ciutat             | Habitants 31.12.2009 |
| ------------------ | -------------------- |
| Frankfurt del Main | 671.927              |
| Wiesbaden          | 277.493              |
| Kassel             | 194.774              |
| Darmstadt          | 143.332              |
| Offenbach am Main  | 118.770              |

Els 21 districtes i les cinc ciutats independents estan agrupats en tres regions administratives (Regierungsbezirke):
Hessen està dividida en tres regions administratives:
| Regió administrativa | Capital   | Area         | Habitants (2009) |
| Darmstadt            | Darmstadt | 7.444,88 km² | 3.792.941        |
| Gießen               | Gießen    | 5.381,18 km² | 1.044.269        |
| Kassel               | Kassel    | 8.288,92 km² | 1.224.741        |

## Economia
Hessen és una de les regions més riques d'Alemanya i de la Unió Europea. El producte interior brut el 2007 va ser de 215.661 milions d'euros, més que Catalunya, que té més habitants. A Hessen la renda per capita arriba al 139,3% de la mitjana europea.
Els sectors clau de l'economia regional són els productes químics, maquinària, electrònica i producció d'automòbils (en particular Opel). D'altra banda, Frankfurt és el centre financer d'Alemanya i un dels principals d'Europa, sent la seu del Banc Central Europeu (BCE). L'aeroport de Frankfurt és també el més important d'Alemanya.

### Les empreses amb més empleats en Hessen
|                                    | Estadístiques de 2003 |
| 1. Deutsche Lufthansa AG           | 34.500                |
| 2. Deutsche Bahn AG                | 25.000                |
| 3. Deutsche Post AG                | 24.700                |
| 4. Rewe-Zentral-Aktiengesellschaft | 23.500                |
| 5. Adam Opel GmbH                  | 20.000                |
| 6. Deutsche Telekom AG             | 19.000                |
| 7. Allianz Group                   | 17.400                |
| 8. Siemens AG                      | 16.300                |
| 9. Fraport AG                      | 15.900                |
| 10. Volkswagen                     | 15.300                |

## Política
Després d'haver estat durant dècades un bastió de la Socialdemocràcia alemanya (SPD), Hessen es va convertir en un feu de la Democràcia Cristiana, quan Roland Koch va guanyar les eleccions del 1999. Koch fou substituït per Volker Bouffier l'any 2010.
En les eleccions del 22 de setembre del 2013, la CDU de Volker Bouffier va assolir una nova victòria, i fins i tot aconseguir augmentar un escó respecte a la convocatòria del 2009. Després dels resultats, la formació de coalicions però, no fou fàcil, ja que la CDU no sumà amb els liberals del FDP, però tampoc el SPD amb Die Grüne. Finalment, i després d'escrutar entre diverses opcions es formà una coalició entre la CDU i Die Grüne el 18 de gener de 2014.
| partit    | vots      | % vots (var.) | escons (var) |
| CDU       | 1.199.633 | 38,3% (+1,1%) | 47 (+1)      |
| SPD       | 961.896   | 30,7% (+7,0%) | 37 (+8)      |
| B90/Grüne | 348.661   | 11,1% (-2,6%) | 14 (-3)      |
| Die Linke | 161.488   | 5,2% (-0,2%)  | 6 (=)        |
| FDP       | 157.451   | 5,0% (-11,2%) | 6 (-14)      |
| total     |           |               | 110 (-8)     |

### Llista de Ministres-Presidents de Hessen (des de1945)
| Ministres-Presidents de Hessen | Ministres-Presidents de Hessen | Ministres-Presidents de Hessen | Ministres-Presidents de Hessen | Ministres-Presidents de Hessen | Ministres-Presidents de Hessen |
| Núm.                           | Nom                            | Naixement-Mort                 | Partit                         | Inici de mandat                | Fi de mandat                   |
| ------------------------------ | ------------------------------ | ------------------------------ | ------------------------------ | ------------------------------ | ------------------------------ |
| 1                              | Karl Geiler                    | 1878–1953                      | Cap                            | 16 d'octubre de 1945           | 20 de desembre de 1946         |
| 2                              | Christian Stock                | 1884–1967                      | SPD                            | 20 de desembre de 1946         | 14 de desembre de 1950         |
| 3                              | Georg August Zinn              | 1901-1976                      | SPD                            | 14 de desembre de 1950         | 3 d'octubre de 1969            |
| 4                              | Albert Osswald                 | 1919-1996                      | SPD                            | 3 d'octubre de 1969            | 12 d'octubre de 1976           |
| 5                              | Holger Börner                  | 1931-2006                      | SPD                            | 12 d'octubre de 1976           | 23 d'abril de 1987             |
| 6                              | Walter Wallmann                | *1932                          | CDU                            | 23 d'abril de 1987             | 5 d'abril de 1991              |
| 7                              | Hans Eichel                    | *1941                          | SPD                            | 5 d'abril de 1991              | 7 d'abril de 1999              |
| 8                              | Roland Koch                    | *1958                          | CDU                            | 7 d'abril de 1999              | 31 d'agost de 2010             |
| 9                              | Volker Bouffier                | *1951                          | CDU                            | 31 d'agost de 2010             | actualitat                     |